# Dziadowa Skała

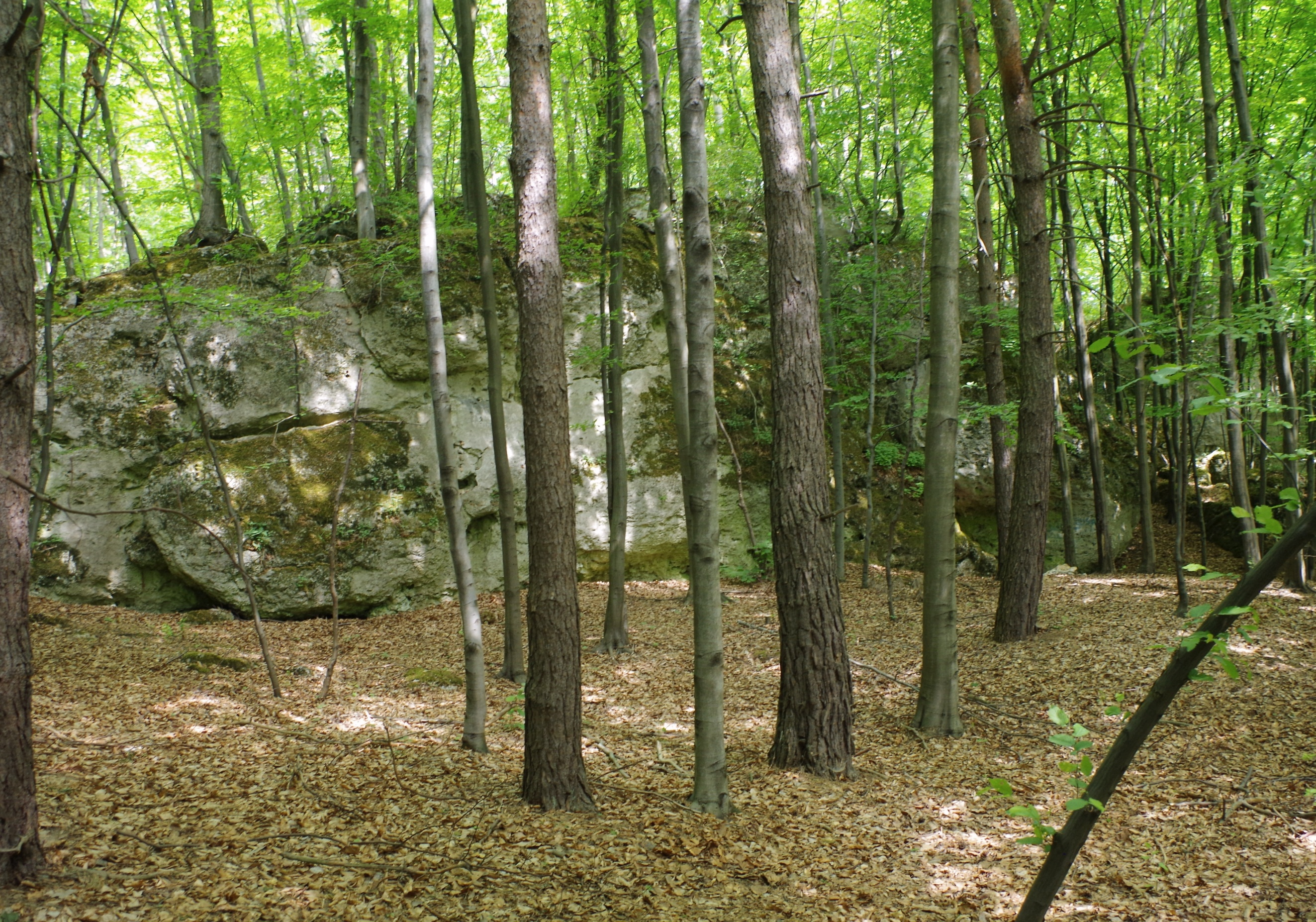

Dziadowa Skała – skała na wzgórzu Łężec na Wyżynie Częstochowskiej w województwie śląskim, powiecie zawierciańskim. Znajduje się w lesie na południowych stokach Łężca, w odległości około 1 km od Zamku w Morsku, przy czarnym szlaku turystycznym. Należy do Skarżyc – dzielnicy miasta Zawiercie w województwie śląskim, powiecie zawierciańskim.
Skała ma postać niskiego muru, który jest częścią tzw. Muru Łężyckiego. Dla wspinaczy skałkowych jest nieciekawa, archeolodzy natomiast dokonali w niej interesujących odkryć – znaleźli ślady pobytu ludzi prehistorycznych i to w różnych epokach historycznych. W znajdującej się w niej niedużej Jaskini w Dziadowej Skale znaleźli fragment żebra niedźwiedzia jaskiniowego ozdobiony 16 nacięciami. Pochodzi sprzed 50 – 38 tysięcy lat p.n.e. i jest najstarszym odkrytym na terenie Polski przykładem zdobnictwa. Ciekawym odkryciem była także żuchwa konia ukryta w schowku wykonanym z 4 płaskich płyt wapiennych. Przed jaskinią znaleziono 20 zębów takiego konia. Przypuszcza się, że była to religijna adoracja tego zwierzęcia, a jaskinia pełniła funkcję sanktuarium kulturowego. Nazwa jaskini pochodzi od tego, że jeszcze niedawno czasami chronili się w niej biedni, wędrujący od wioski do wioski ludzie zwani dziadami.

## Szlak turystyczny
Obok Dziadowej Skały i Dziadowej Jaskini prowadzi znakowany szlak turystyczny.
 Kroczyce – Dziadowa Skała – Zamek w Morsku